# Luc Breton
Luc-François Breton  fue un escultor francés del siglo XVIII, nacido el 6 de octubre de 1731 en Besançon y fallecido el 20 de febrero de 1800 en la misma ciudad.

## Datos biográficos
Alumno de Claude-François Attiret; influenciado por Puget, residió durante mucho tiempo en Roma y trabajó esencialmente en su ciudad natal Besanzón, a partir de 1771. En 1773, fundó para la ciudad, con el pintor suizo Jean Wyrsch una escuela gratuita de pintura y de escultura, la Academia de Pintura y de Escultura de Besançon, que perduró hasta la Revolución francesa.

## Obras

### Obras realizadas en Roma

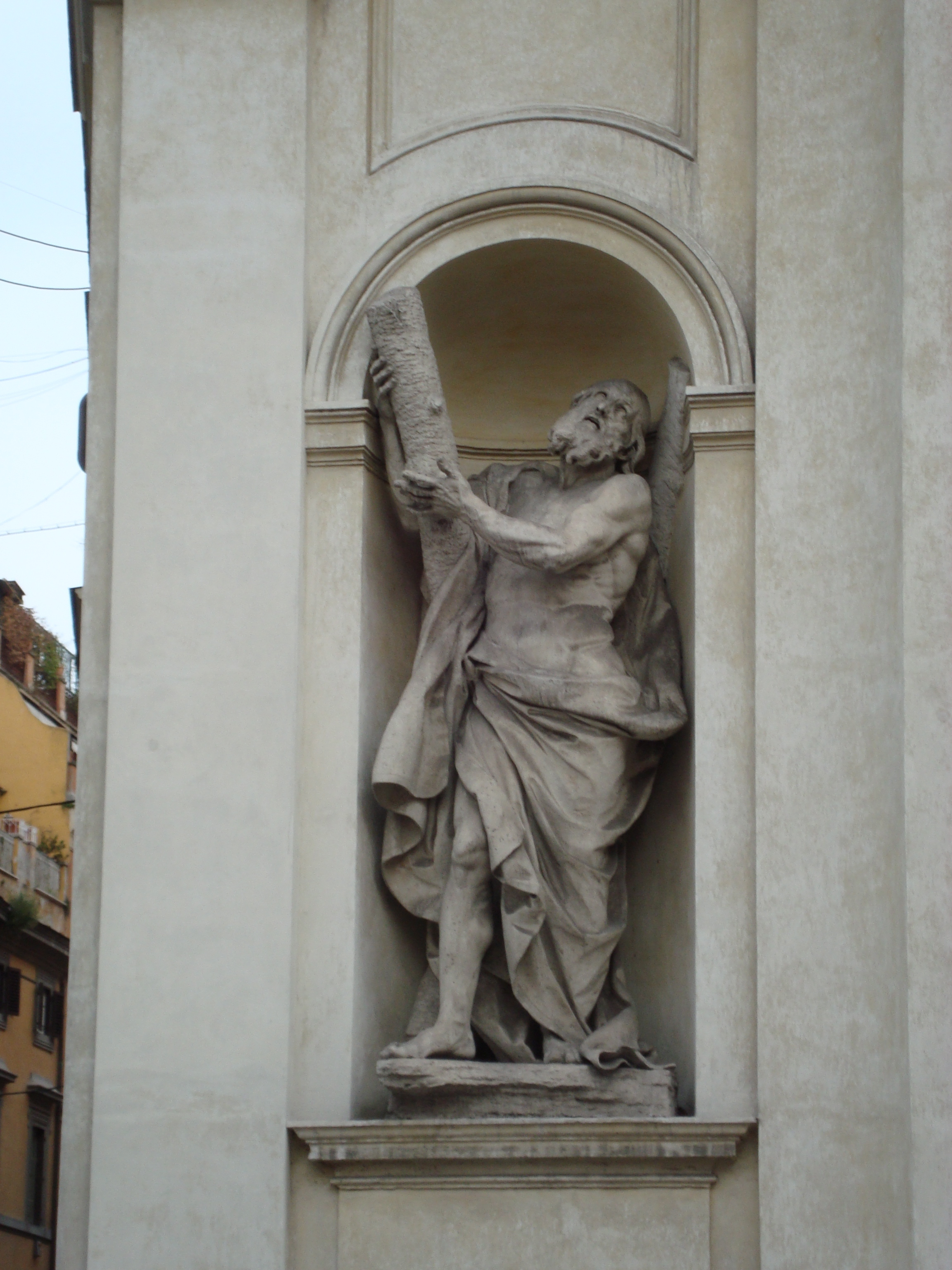
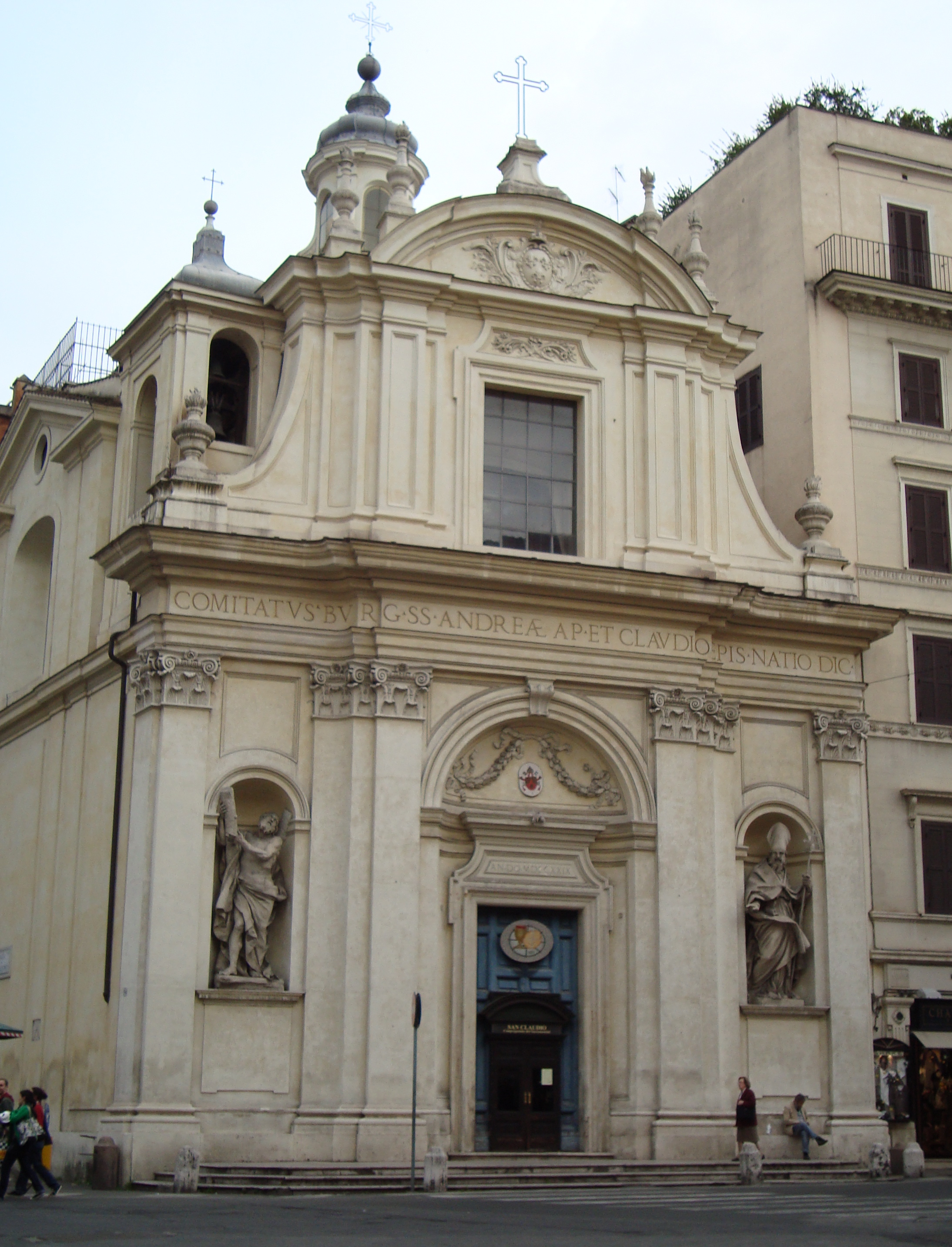

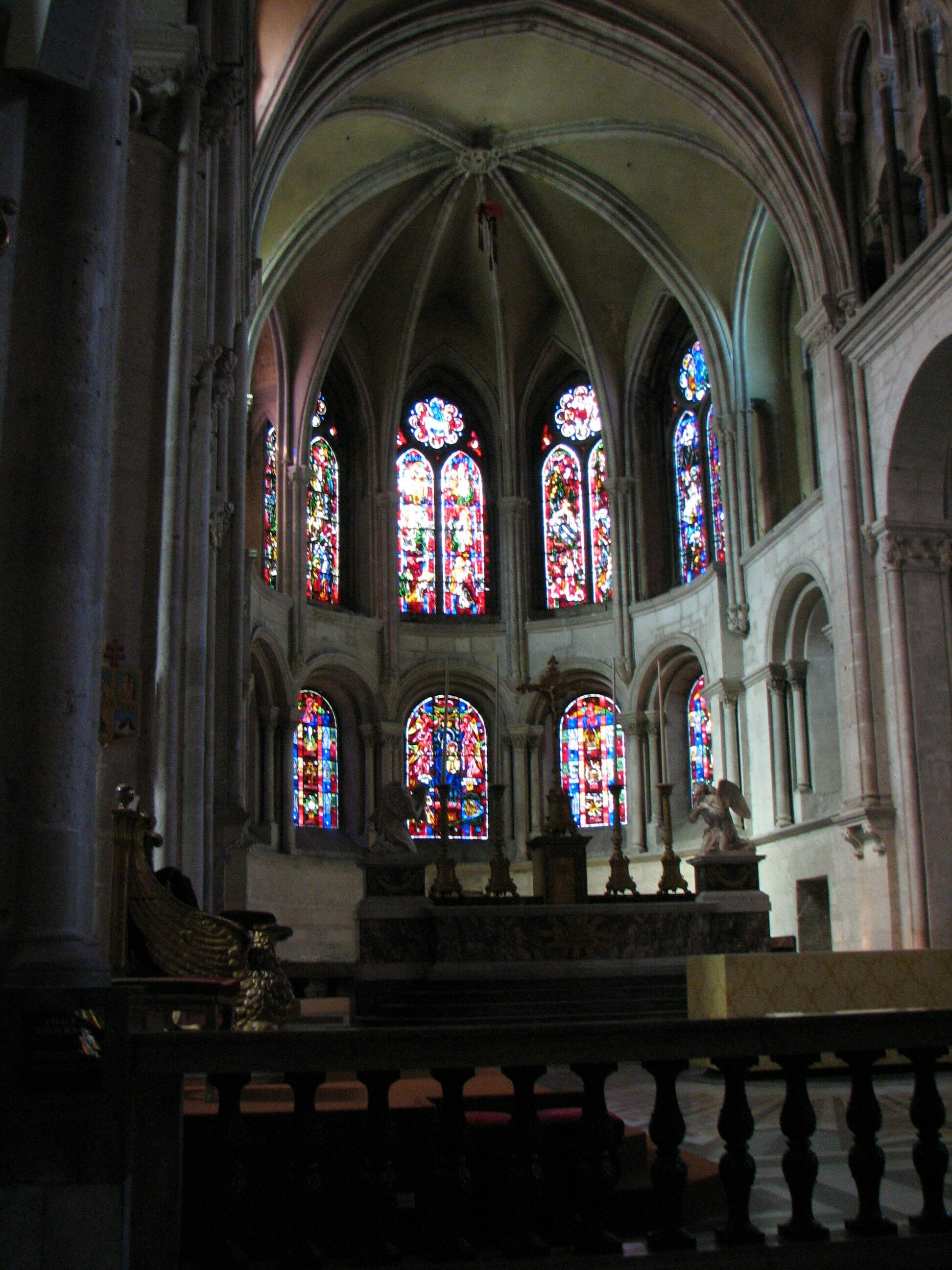
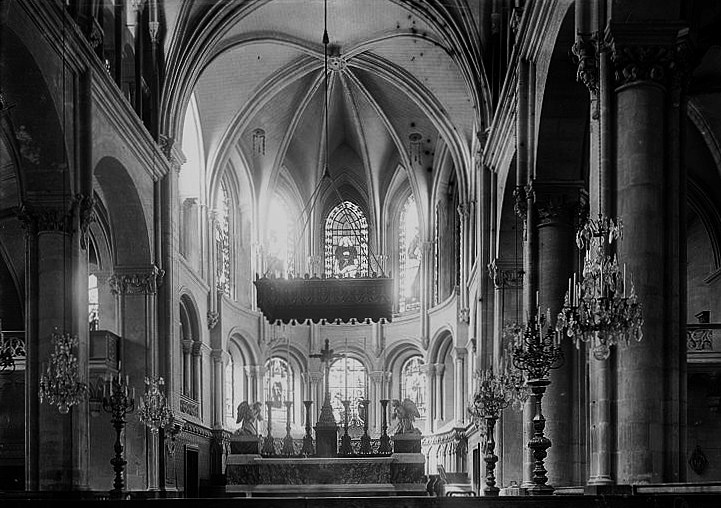

- Saint André (San Andrés),

en la fachada de la Iglesia de los Santos Claudio y Andrea de Borgognoni, (fr), 41°54′08″N 12°28′54″E / 41.90222, 12.48167), Roma;
 Pulsar sobre la imagen para ampliar. 
- Anges adorateurs (Ángeles adoradores) del altar mayor de la Catedral de San Juan, 47°14′1″N 6°1′50″E / 47.23361, 6.03056, Besanzón;

estos ángeles fueron realizados en Roma el año 1768 y trasladados a Francia, miden 1,3 metros de altura.
 Pulsar sobre la imagen para ampliar. 

### Obras en Besanzón
- Pietà, Iglesia Saint-Pierre, (fr), 47°14′17″N 6°01′28″E / 47.23806, 6.02444, Besanzón;[2]
- decoración de la fuente de las Damas, (fr),47°13′59″N 6°01′23″E / 47.23306, 6.02306, Besanzón; en el Museo de Bellas Artes y de arqueología de Besanzón se conservan algunos modelos en terracota para esta fuente.

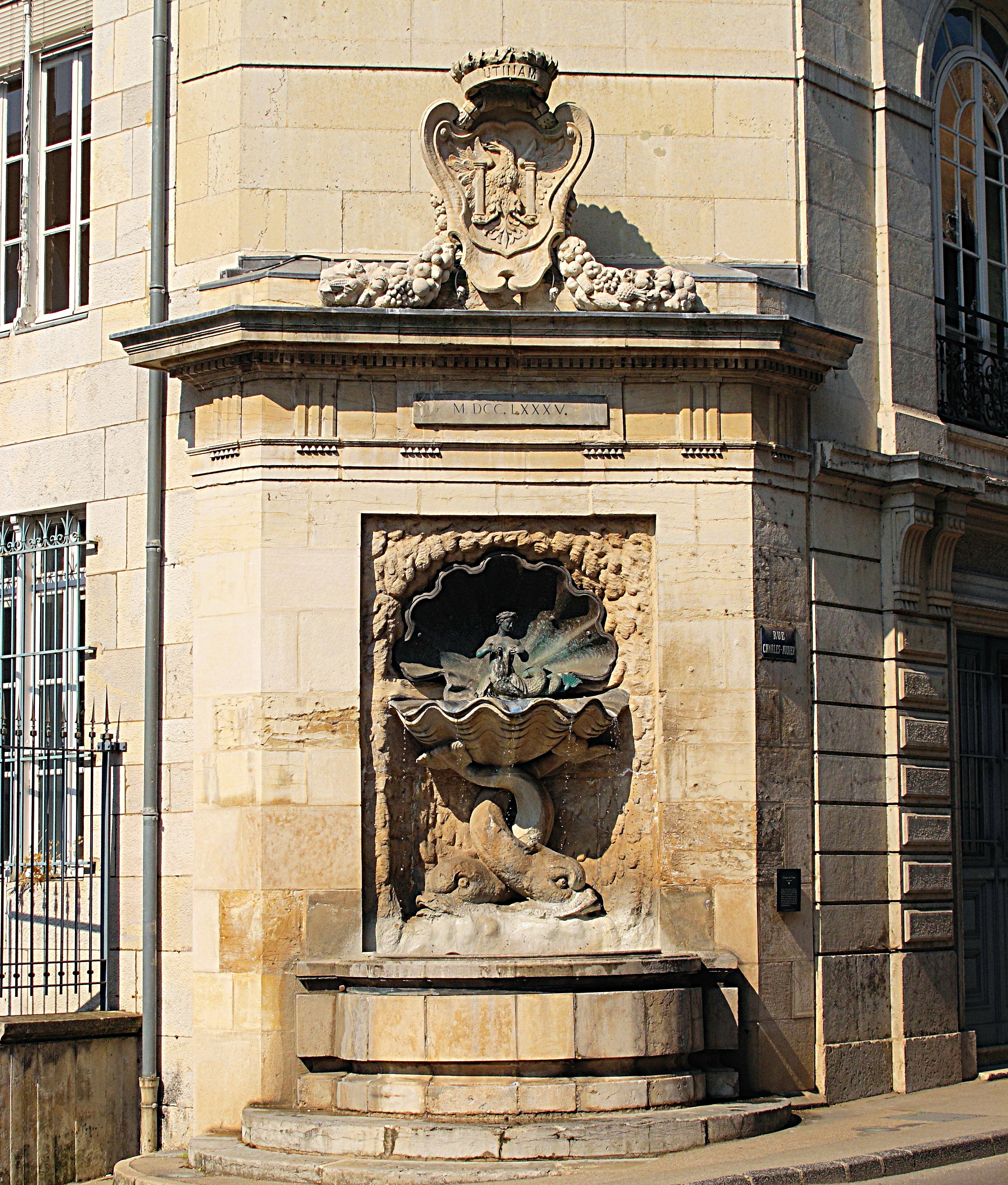

 Pulsar sobre la imagen para ampliar. 
- Ange (Ángel) en la iglesia de Notre-Dame ; realizados para el altar mayor de la antigua abadía de Saint-Vincent, actual iglesia de Notre-Dame (fr), Besanzón; 47°14′04″N 6°01′30″E / 47.23444, 6.02500

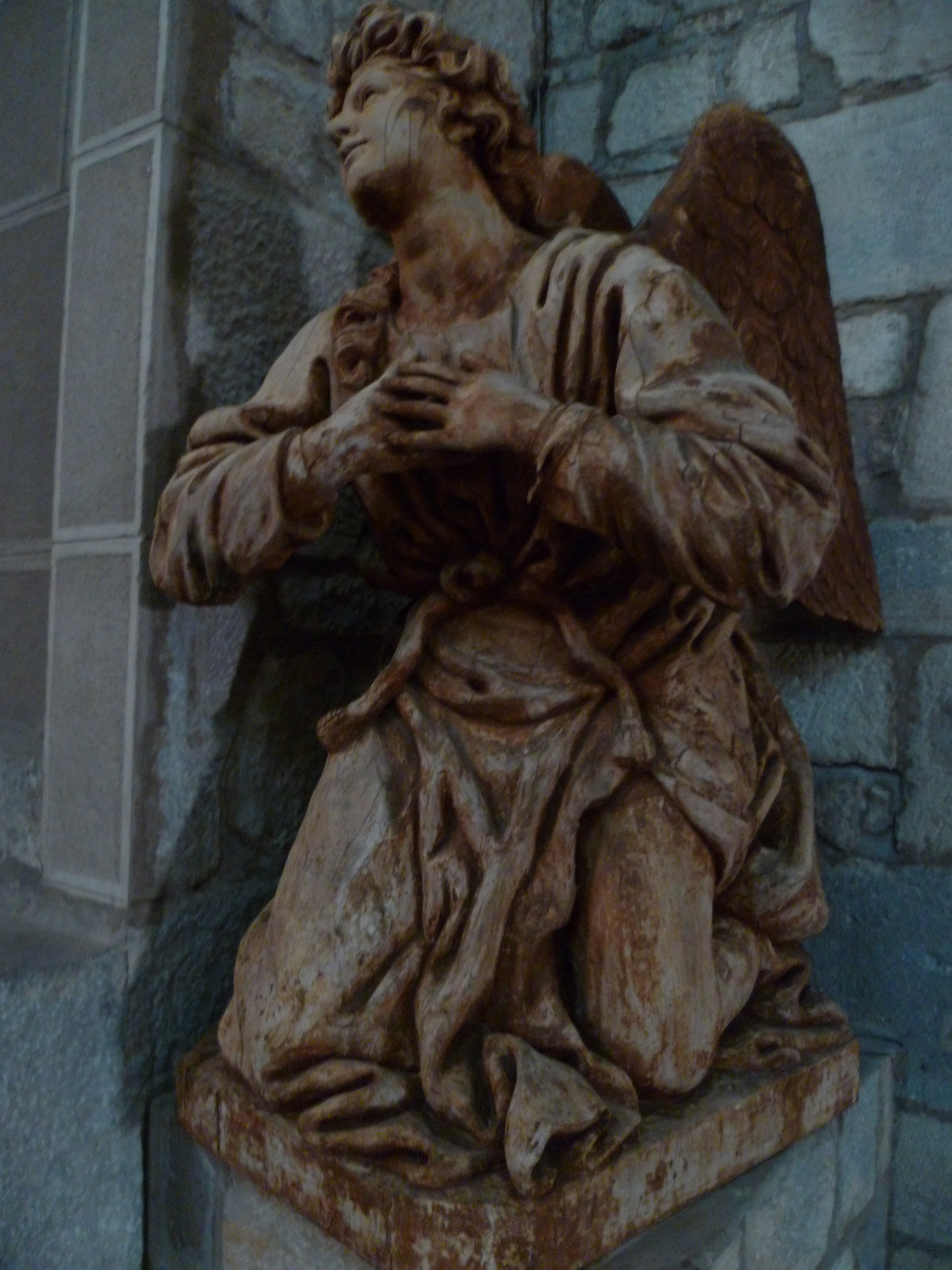

 Pulsar sobre la imagen para ampliar. 

### Obras en el Museo de Bellas Artes y de arqueología de Besanzón
- Cicéron (Marco Tulio Cicerón), en el Museo de Bellas Artes y de arqueología (fr) de Besanzón;

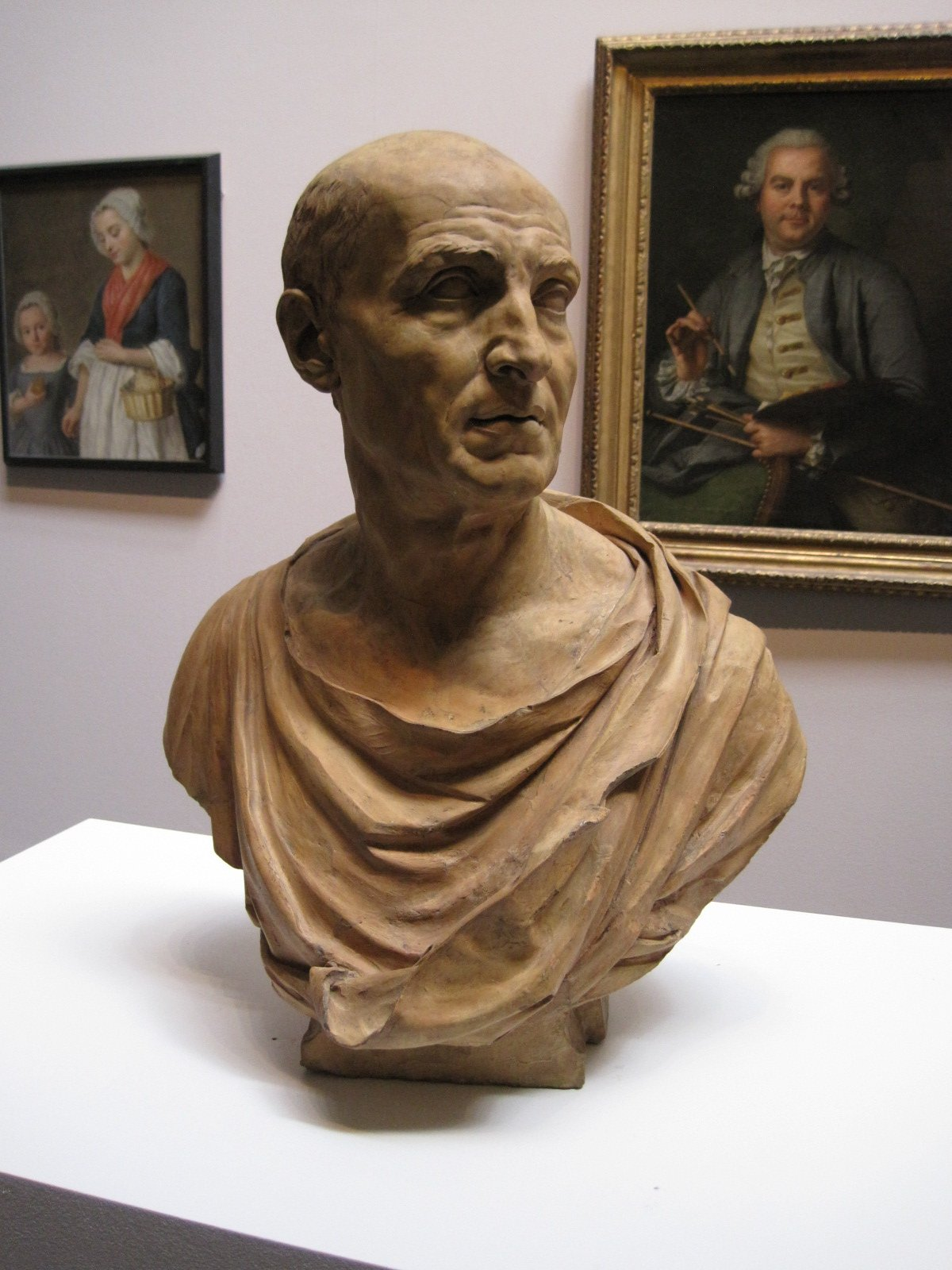
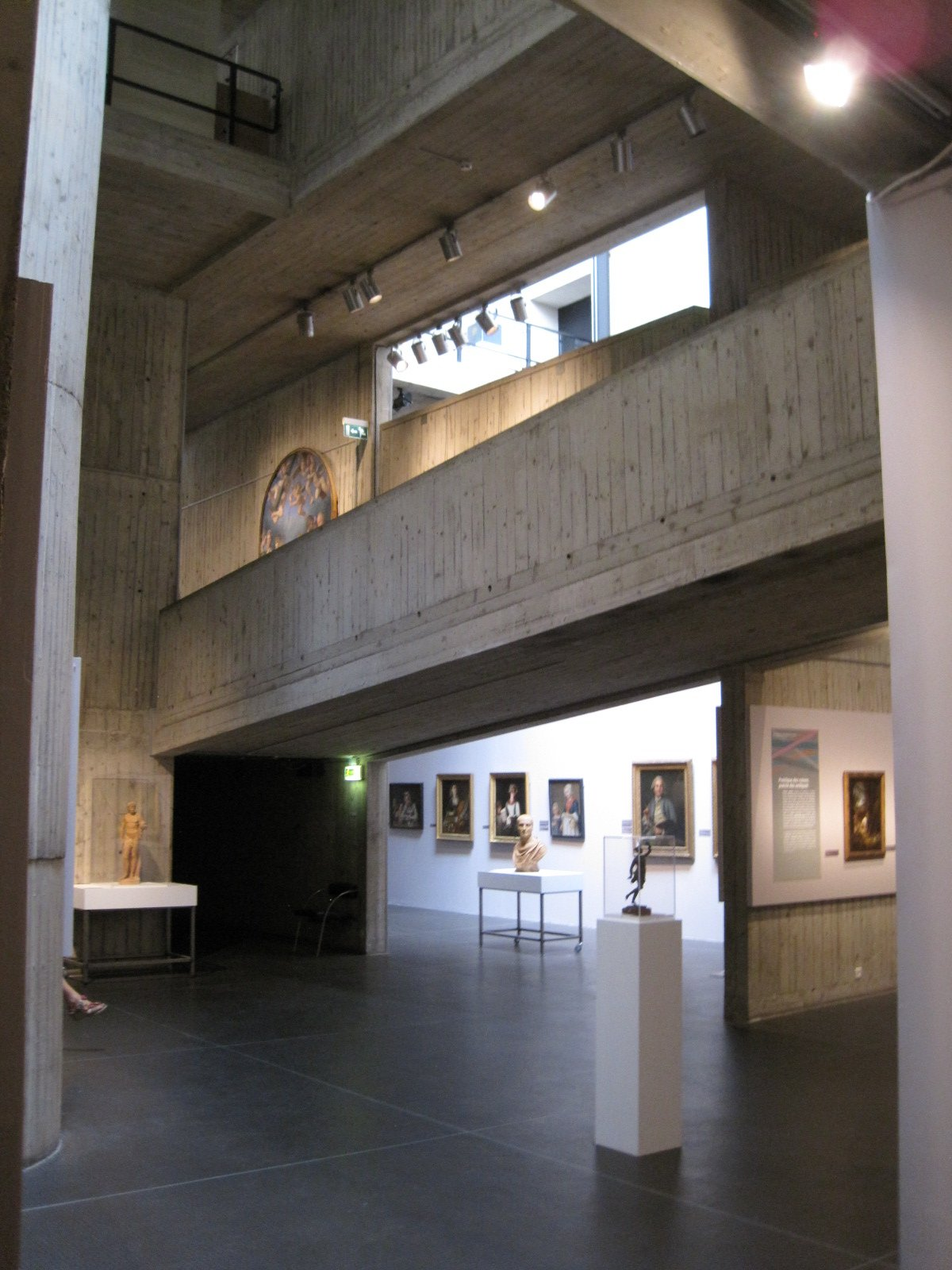

 Pulsar sobre la imagen para ampliar. 
- El relieve titulado: Testament d'Eudamidas (Testamento de Eudamidas), en el Museo de Bellas Artes y de arqueología (fr) de Besanzón;[3]

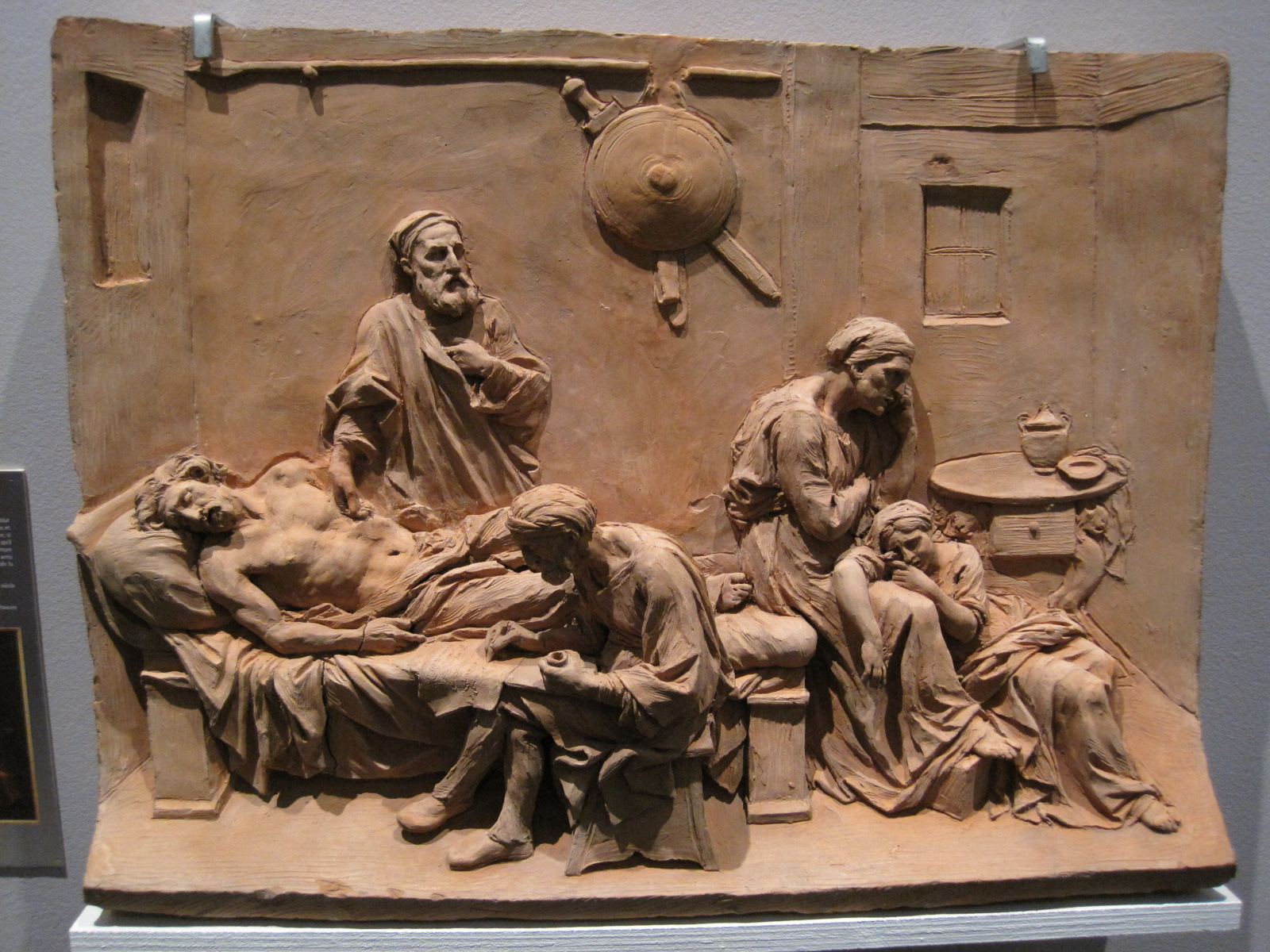

 Pulsar sobre la imagen para ampliar. 
- Saint Jérome écrivant (San Jerónimo escribiendo), terracota, Museo de Bellas Artes y de arqueología (fr), Besanzón;[4]

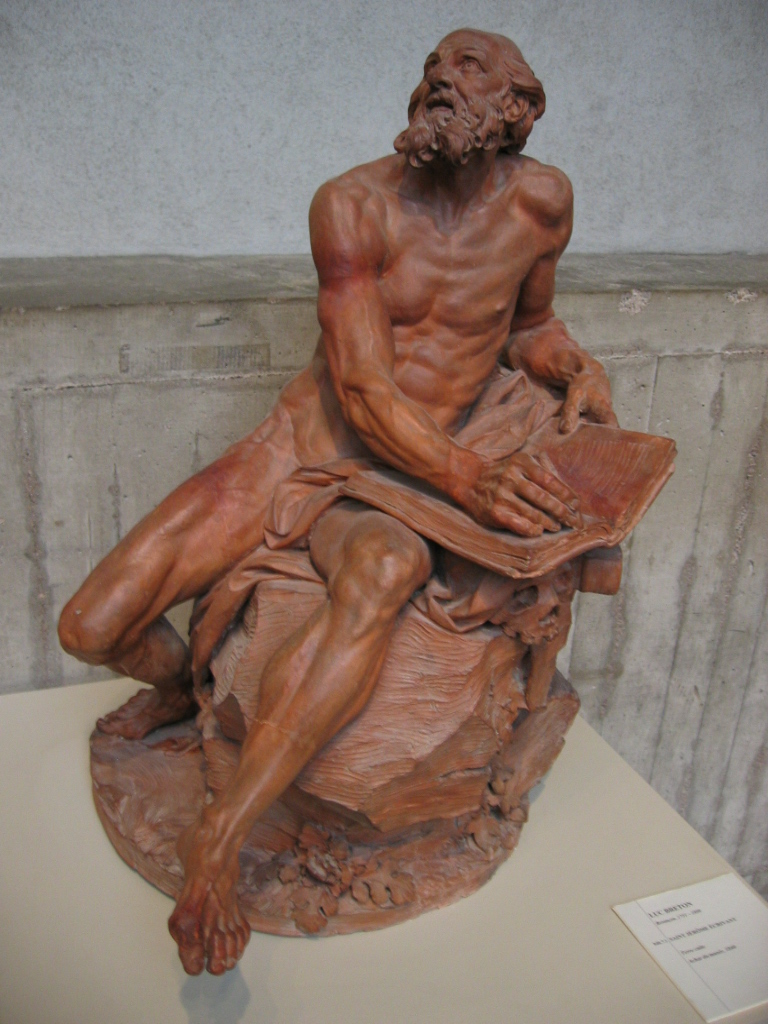

 Pulsar sobre la imagen para ampliar. 
- Monumento funerario de Charles-Ferdinand-François de La Baume Montrevel, en la iglesia parroquial de Saint-Hilaire de Pesmes. Este monumento fue completamente destruido en 1793 durante la agitación revolucionaria, algunos elementos de esta tumba todavía eran visibles en Pesmes en 1835 y, en particular, los restos de las dos estatuas alegóricas del Tiempo y la Historia almacenados en la Corte y en un jardín; en la actualidad se ha perdido totalmente el rastro de estos restos. Se ha conservado el recuerdo de este monumento gracias a los modelos en terracota realizados por Luc Breton, conservados en el Museo de Bellas Artes de Besanzón y una acuarela de Claude-Louis Chazerand, de 1784, conservada en la Biblioteca Pública de Besanzón.[5]

- Le prince Louis de Beauffremont (El príncipe Louis de Beauffremont (1712-1769)), busto en bronce que se conserva en el Museo de Bellas Artes y de arqueología (fr).[6]

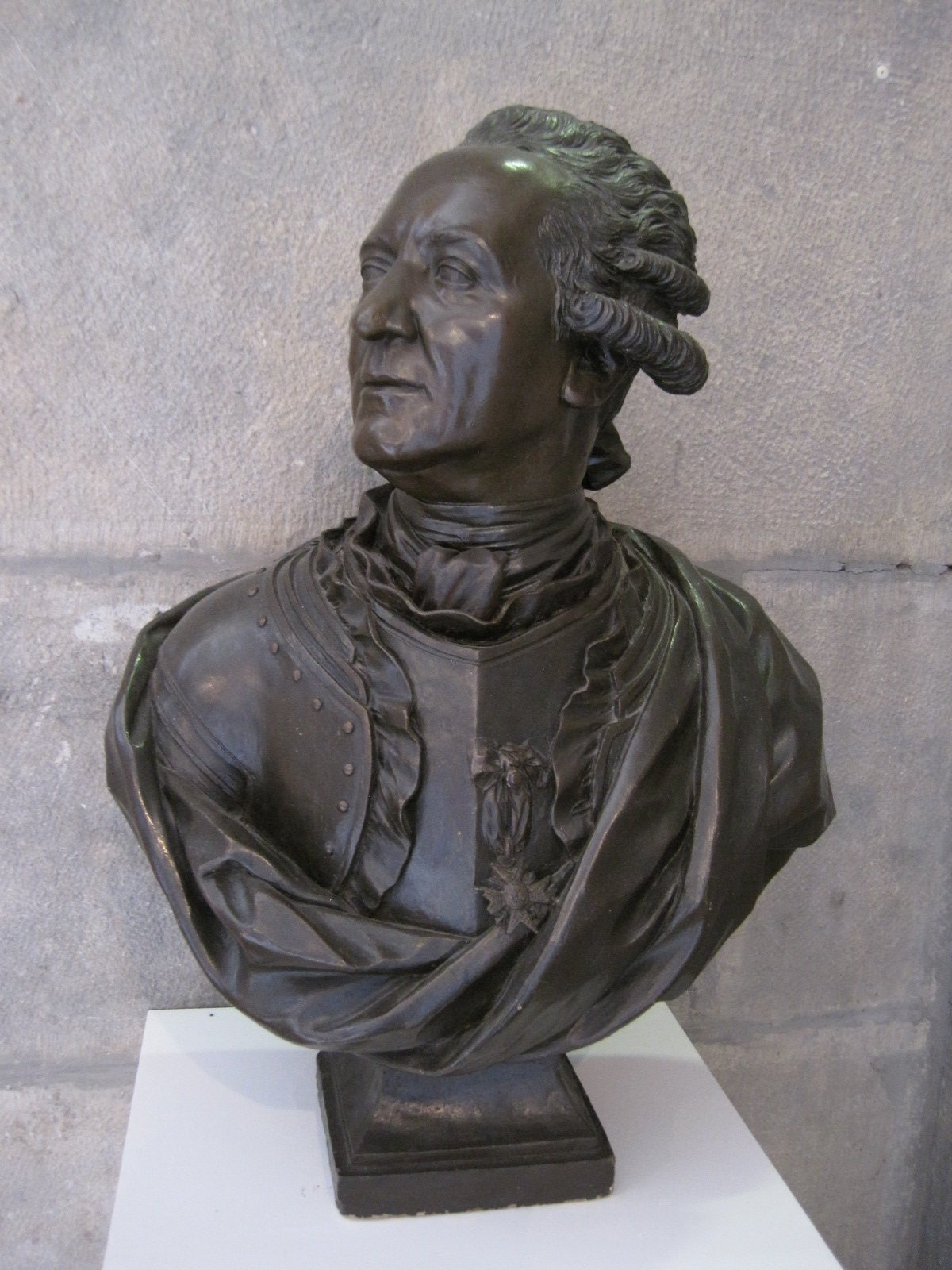

 Pulsar sobre la imagen para ampliar. 

#### Otras obras
Bustos:

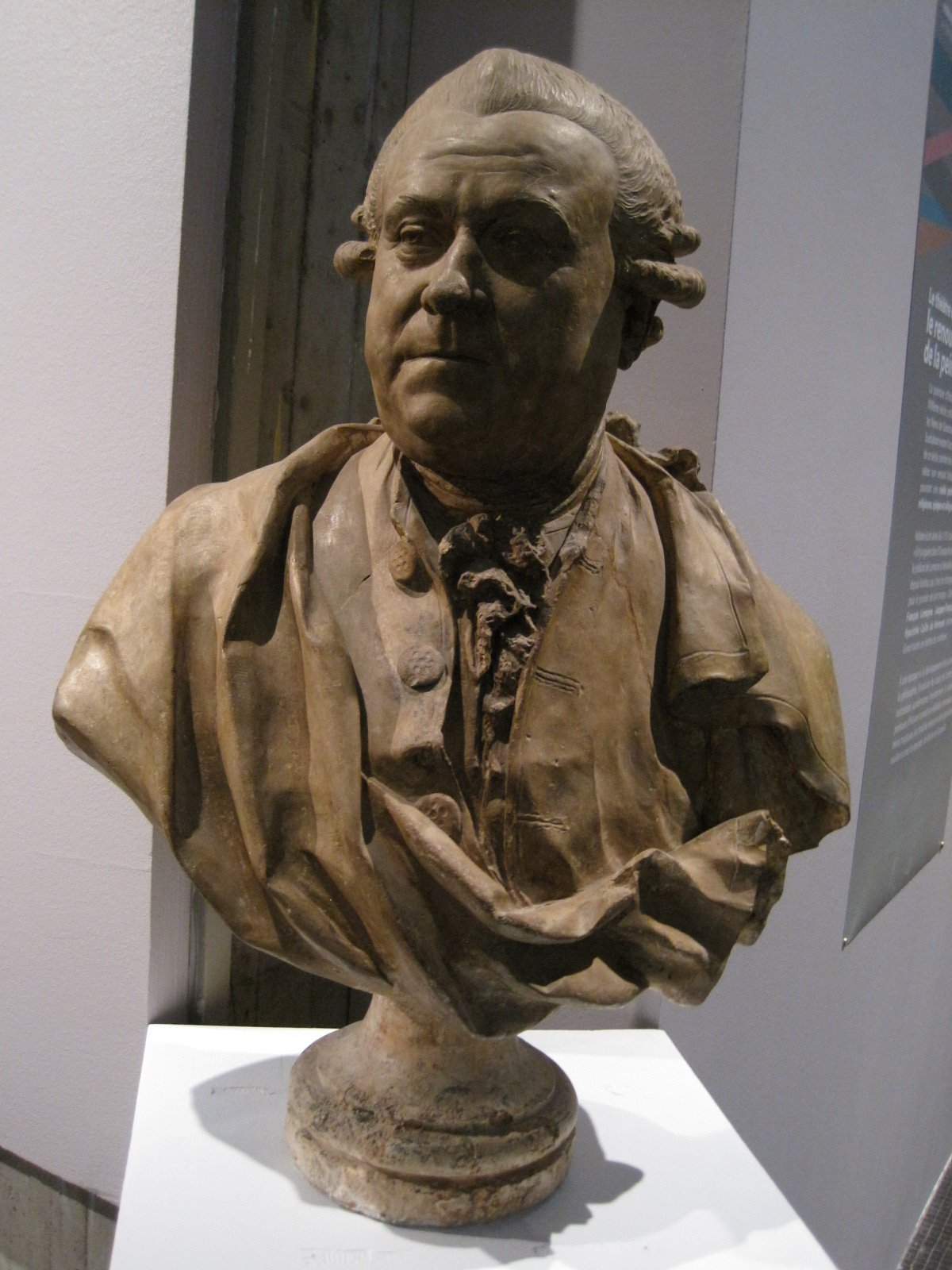
Henri-Ferdinand Jallout
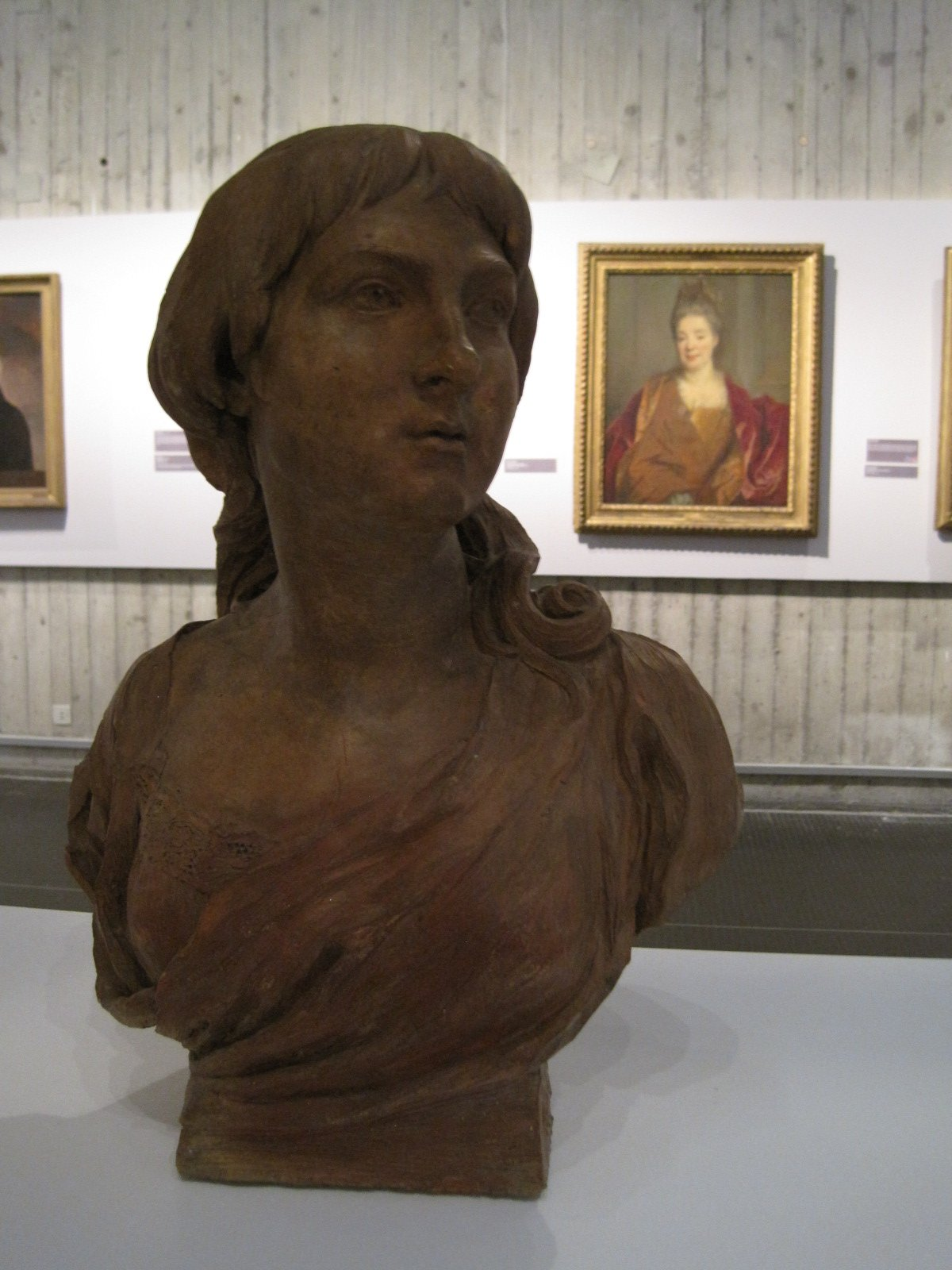
Marguerite de Jouffroy d'Uzelle.

 Pulsar sobre la imagen para ampliar. 

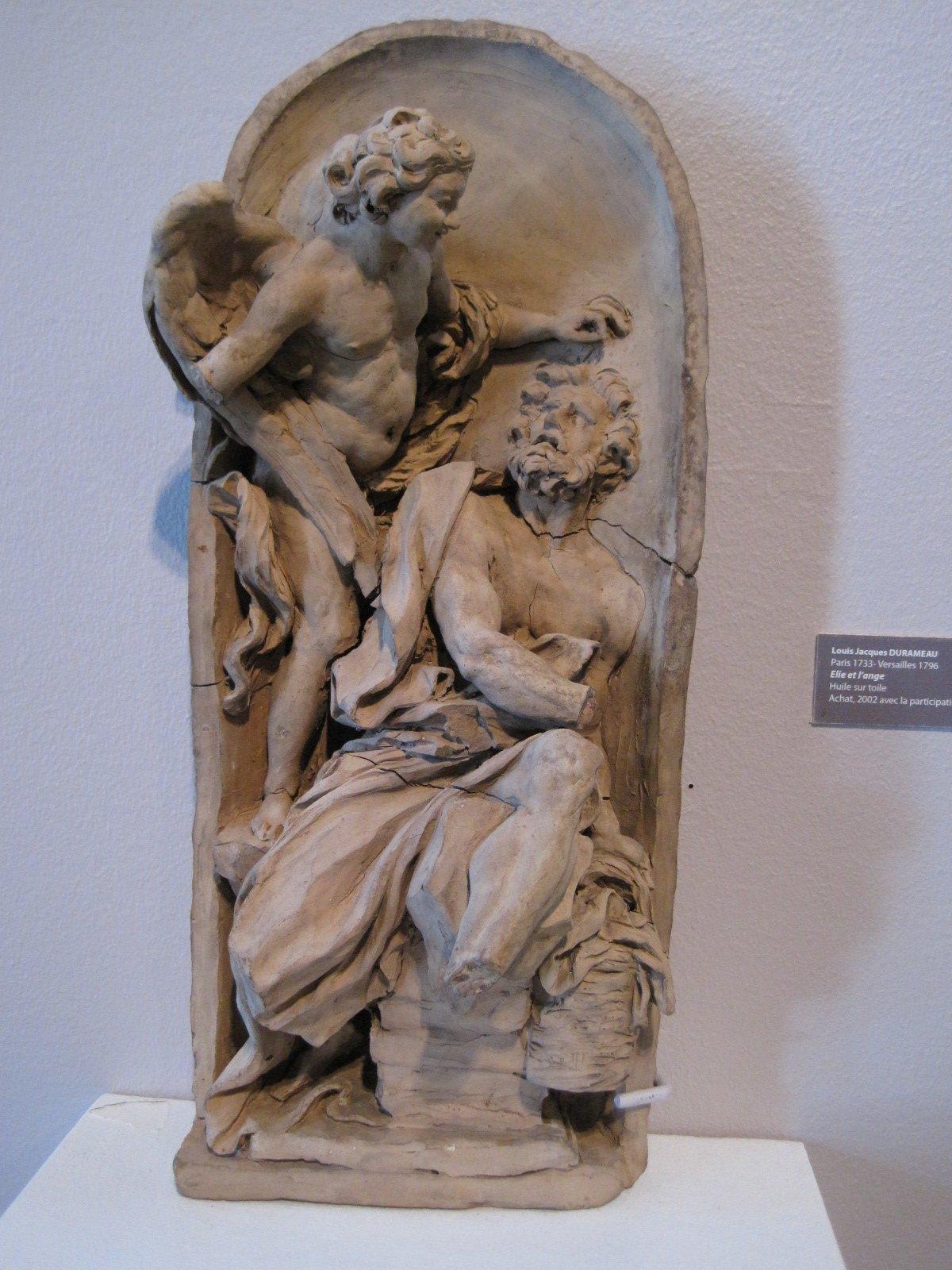
El profeta Habacuc y un ángel , copia del de Bernini.
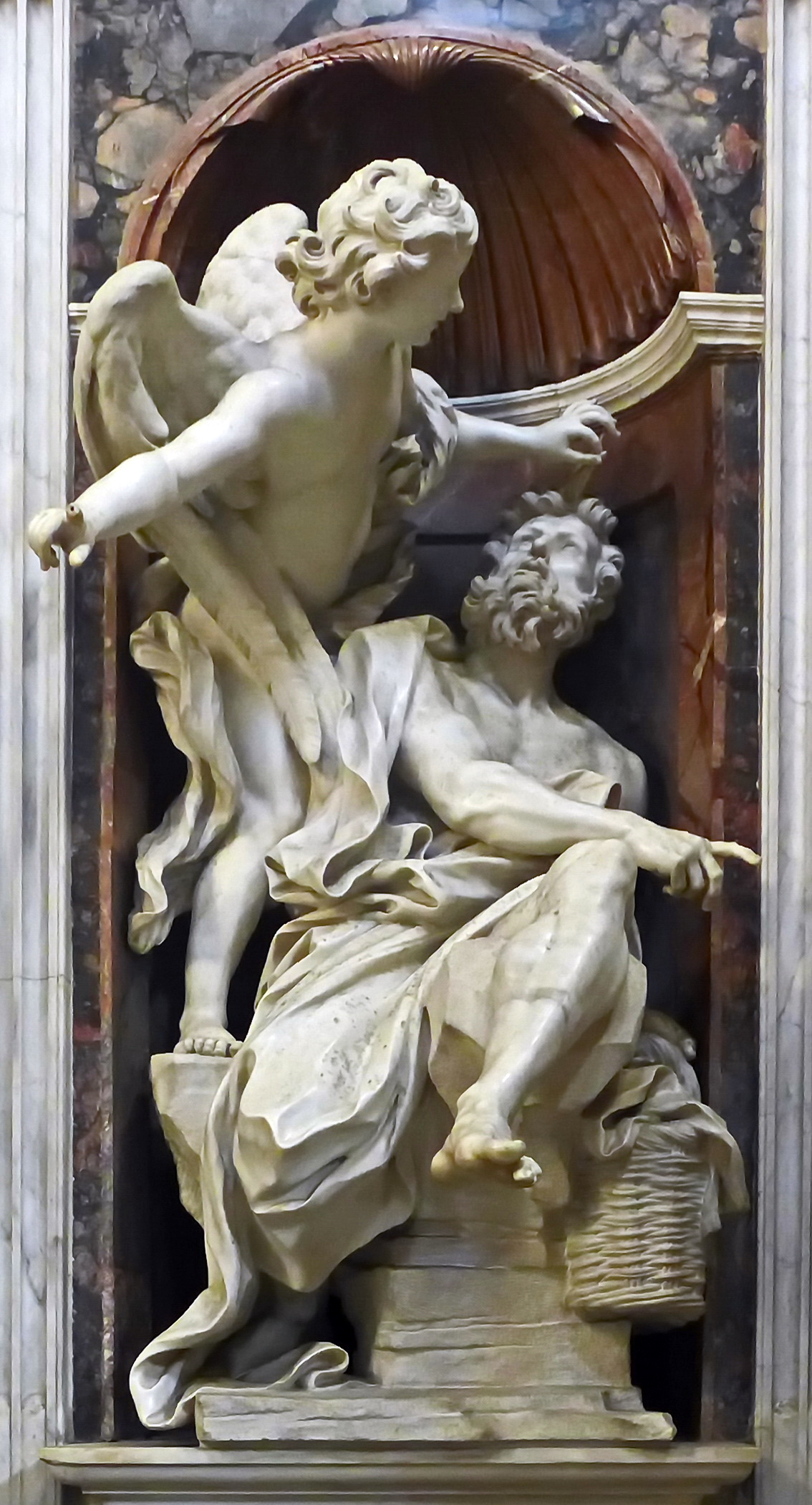
El original de Gian Lorenzo Bernini en Santa María del Pópolo

 Pulsar sobre la imagen para ampliar. 

### Obras en el Museo del Louvre
- Le prince Louis de Beauffremont (El príncipe Louis de Beauffremont (1712-1769)), escultura (busto), mármol en el Museo del Louvre de París,[10]

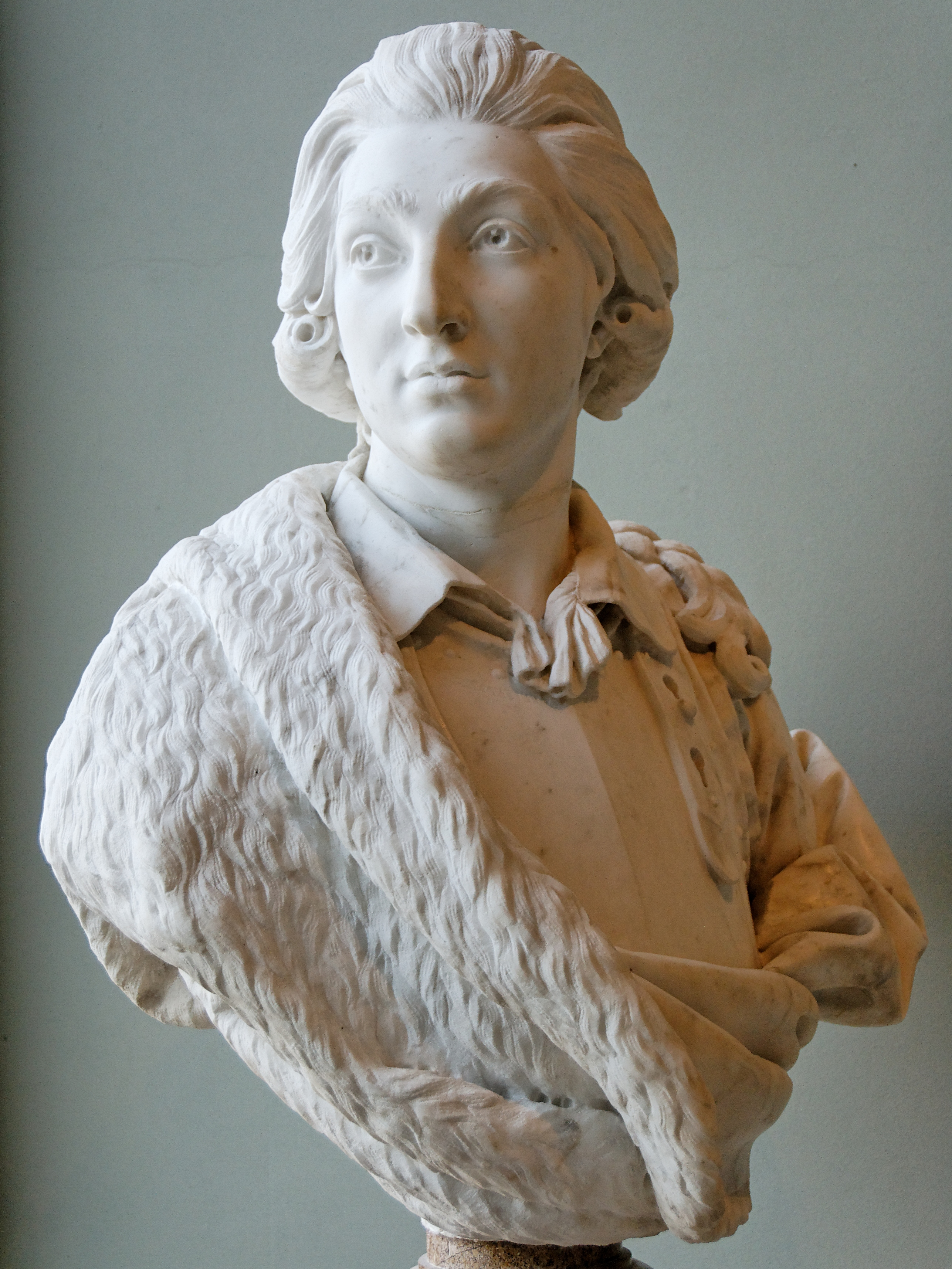
Mármol del Louvre

 Pulsar sobre la imagen para ampliar. 

### Otras localizaciones
- Ménandre assis (Menandro sentado), mármol blanco, Castillo de Compiègne (fr).[11] La escultura se basa en el fresco de la casa de Menandro de Pompeya, reproduciendo el mobiliario y los ropajes originales.

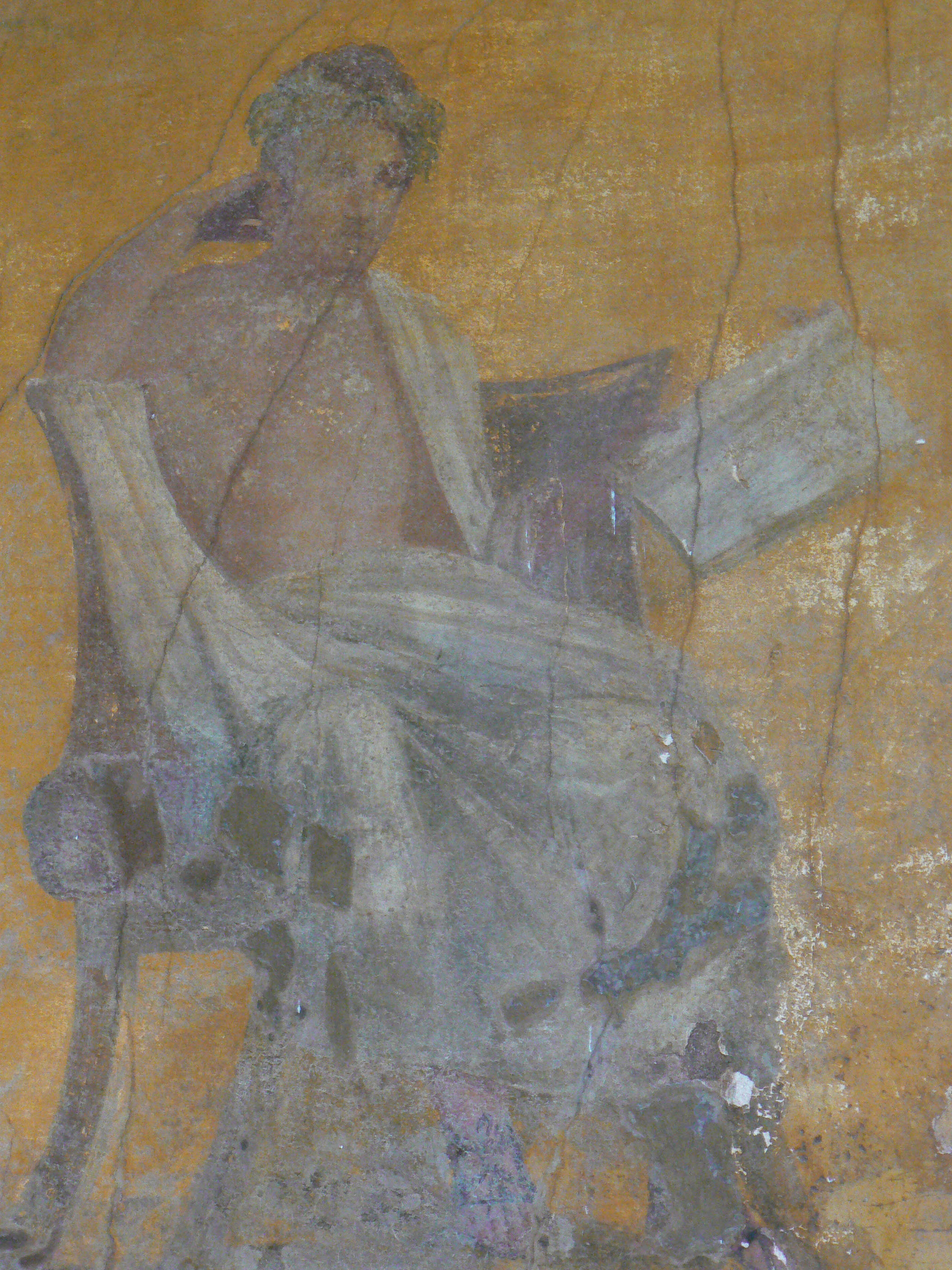

 Pulsar sobre la imagen para ampliar. 